# New Paths to Helicon, Pt. 2
New Paths to Helicon, Pt. 2 (w skrócie Helicon 2) – utwór zespołu Mogwai, wydany wspólnie z „New Paths to Helicon, Pt. 1” jako singiel w styczniu 1997 roku.

## Historia i wydania
Dwuczęściowy utwór „New Paths to Helicon” został zarejestrowany przez Andy’ego Millera w MCM Studios w Hamilton i wydany w styczniu 1997 roku nakładem Wurlitzer Jukebox. Wydany został w ograniczonym nakładzie 3000 kopii. Obie części utworu znalazły się na kompilacyjnym albumie Ten Rapid; dodatkowo utwór „End” jest nagraniem „Helicon 2” odtworzonym od tyłu.  Singel „New Paths to Helicon” doszedł do 2. miejsca listy Festive 50 Johna Peela z 1997 roku.
„Helicon 2” znalazł się na kompilacji One-In-Four wydanej w 2004 roku przez The Scottish Association for Mental Health.

## Lista utworów
Lista według Discogs:
| A. | New Paths To Helicon (Part 1) | 6:00  |
|    |                               |       |
| B. | New Paths To Helicon (Part 2) | 2:51  |
|    |                               |       |
|    |                               | 08:51 |
|    |                               |       |
Personel:
- Stuart Braithwaite – gitara basowa, gitara
- Martin Bulloch – perkusja, gitara
- John Cummings – gitara
- Dominic Aitchison – gitara, gitara basowa
- Andy Miller – nagrywanie
- Victoria Braithwaite – okładka, layout
- autorzy – Aitchison, Braithwaite